# Bracia Dalcz i S-ka
Bracia Dalcz i S-ka – dwutomowa powieść Tadeusza Dołęgi-Mostowicza z 1933 roku.

## Fabuła
Dwaj bracia stryjeczni – Krzysztof i Paweł Dalczowie – rywalizują o zarządzanie rodzinnym przedsiębiorstwem. Krzysztof to wykształcony inżynier, subtelny i uczciwy w interesach. Paweł jest zaś przebiegły i nieuczciwy, lecz jego wpływy w spółce są coraz większe.

## Adaptacje
- Bracia Dalcz i spółka (1984) – 5-odcinkowy serial w Teatrze Polskiego Radia, reż. Juliusz Owidzki[3]
- Bracia Dalcz i s-ka (1984) – musical w Teatrze im. Juliusza Słowackiego w Krakowie, reż. Wojciech Kościelniak[4]